# Westwood (Massachusetts)
Westwood es un pueblo ubicado en el condado de Norfolk en el estado estadounidense de Massachusetts. En el Censo de 2010 tenía una población de 14.618 habitantes y una densidad poblacional de 505,42 personas por km².

## Geografía
Westwood se encuentra ubicado en las coordenadas 42°13′11″N 71°13′0″O / 42.21972, -71.21667. Según la Oficina del Censo de los Estados Unidos, Westwood tiene una superficie total de 28.92 km², de la cual 28.18 km² corresponden a tierra firme y (2.56%) 0.74 km² es agua.

## Demografía
Según el censo de 2010, había 14.618 personas residiendo en Westwood. La densidad de población era de 505,42 hab./km². De los 14.618 habitantes, Westwood estaba compuesto por el 92.73% blancos, el 0.93% eran afroamericanos, el 0.03% eran amerindios, el 4.97% eran asiáticos, el 0% eran isleños del Pacífico, el 0.34% eran de otras razas y el 1.01% pertenecían a dos o más razas. Del total de la población el 1.62% eran hispanos o latinos de cualquier raza.